# Marine-infanterie (Rusland)
De Marine-infanterie (Russisch: Морская пехота, Morskaja pechota), ook de Russische mariniers genoemd, is de amfibische tak van de Russische Marine. De eerste afdeling van marine-infanterie van Rusland werd in 1705 opgericht. Sindsdien waren Russische mariniers onder andere betrokken in de napoleontische oorlogen, de Krimoorlog, de Russisch-Japanse Oorlog en de Eerste en Tweede Wereldoorlog. Recent werden mariniers ingezet in de Syrische Burgeroorlog en de Russisch-Oekraïense Oorlog. De Marine-infanterie is zo'n 12.000 man sterk.

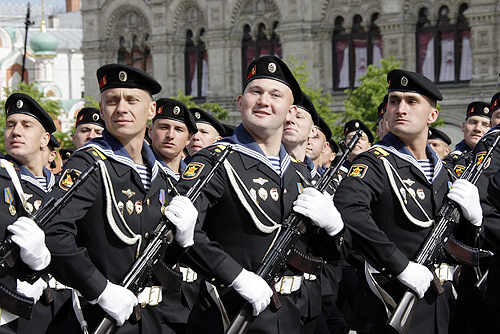
Mariniers tijdens een militaire parade in Moskou in 2008
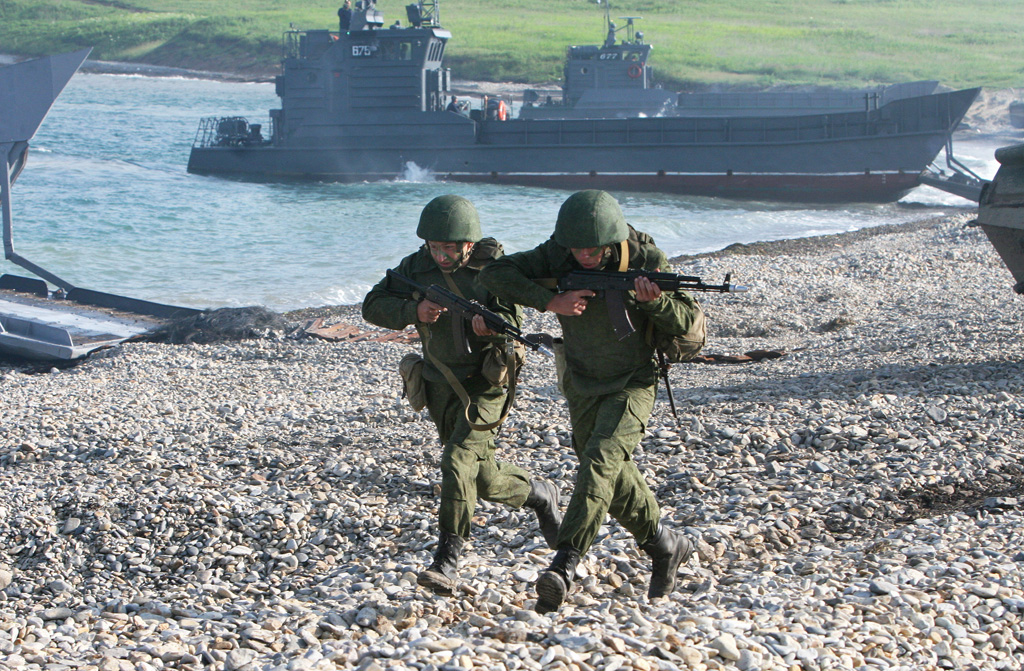
Mariniers tijdens een strategische oefening in 2010